# Haus der Kulturen der Welt
Haus der Kulturen der Welt (dansk: “Verdenskulturenes Hus”) i Berlin er Tysklands nationale center for præsentation og diskussion af internationale samtidskunstformer, med særligt fokus på ikke-europæiske kulturer og samfund. Det præsenterer kunstudstillinger, teater- og danseopvisninger, koncerter, forfatteroplæsninger, film og akademiske konferencer om visuel kunst og kultur. Det er en af de institutioner, der, på grund af sit nationale og internationale renommé og kvaliteten af deres arbejde, modtager finansiering fra den føderale regering som et såkaldt “Kulturens Fyrtårn”.

## Beliggenhed og historie
Haus der Kulturen der Welt er beliggende i Tiergarten-parken og er en direkte nabo til Carillonen og det nye Kansleri. Den er tidligere kendt som Kongresshalle. Bygningen er givet som gave af USA og designet af den amerikanske arkitekt Hugh Stubbins som en del af Interbau, en international byggeudstilling. Den amerikanske præsident, John F. Kennedy, talte her under hans besøg til Vestberlin i juni 1963.
Den 21. maj 1980 kollapsede taget, hvor en omkom og flere blev såret. Hallen blev genopbygget i sin oprindelige stil og genåbnet i 1987 i tide for 750-året for Berlins grundlæggelse.

## Henry Moore-skulptur
Uden for indgangen står den engelske kunstner Henry Moores tungeste bronzeskulptur, Large Divided Oval: Butterfly (1985-86), og er placeret i midten af et cirkulært bassin. Skulpturen vejer næsten ni tons, og var hans sidste store værk, som stod færdigt kort før hans død. Butterfly var oprindeligt et lån til (Vest-) Berlin i 1986, men bystyret ville gerne have skulpturen permanent, og bedte Moore om at donere det. Brevet ankom til Moore lige før hans død og forblev ubesvaret. I1988 blev det solgt af Henry Moore Foundation til Berlin for 4,5 millioner D-Mark (svarende til ca. 2,3 millioner euro i datidens omregning), hvilket dengang var en enorm som for en offentlig skulptur. Butterfly blev siden slemt skadet af en kombination af naturforurening og vandalisme, og blev restaureret i 2010.

## I populærkulturen
Typisk for berlinernes humor har bygningen fået kælenavnet Die schwaigers Auster (dansk: “den gravide østers”).
I 2005 blev bygningen brugt som udendørslokation for Science Fiction-filmen Æon Flux.
52°31′08″N 13°21′53″Ø / 52.5188°N 13.3648°Ø